# Marian Hill
Marian Hill ist ein US-amerikanisches Elektropopduo aus Philadelphia.

## Bandgeschichte
Der Musiker Jeremy Lloyd und die Sängerin Samantha Gongol kannten sich schon aus der Schulzeit, als sie an einem Gesangswettbewerb teilgenommen hatte. Lloyd ist der Sohn eines Dirigenten und einer Opernsängerin und hat Komposition studiert. Gongol ging nach der Schule als Songwriterin nach New York. 2013 trafen sie sich wieder und schlossen sich als Marian Hill zusammen. Noch im selben Jahr verbreiteten sie ihren Song Whisky im Internet und machten so erstmals auf sich aufmerksam. Ein weiterer Song Lips und die EP Play folgten im Jahr darauf. Außerdem waren sie am Song Diggy Down der rumänischen Sängerin Inna beteiligt, der ein Stück aus ihrem Lied Got It samplet. Inna hatte damit einen großen Hit in ihrer Heimat.
Anfang 2015 wurden sie von Republic Records unter Vertrag genommen und sie veröffentlichten noch im selben Jahr ihre erste offizielle EP Sway. Am Jahresende erschien der Song One Time, mit dem sie erstmals in die US-Alternative-Charts einstiegen. Kleinere Erfolge waren danach noch der Dancehit I Want You und der Song Back to Me zusammen mit Lauren Jauregui von Fifth Harmony. Anfang 2017 veröffentlichten Marian Hill ihr Debütalbum Act One. Es stieg auf Platz 42 der Albumcharts ein und erreichte die Top 5 der Alternative- und der Rockcharts. Die erste Singleauskopplung Down wurde ein internationaler Hit und kam unter anderem auch in Frankreich und den deutschsprachigen Ländern in die Charts.

## Diskografie
Alben
- Play (EP, 2014)
- Sway (EP, 2015)
- Act One (2016)
- Unusual (2018)
- Was It Not (EP, 2020)

Lieder
- Whisky (2013)
- Lips (2014)
- One Time (2015, US: Gold)
- I Want You (2016)
- I Know Why (2016)
- Mistaken (2016)
- Back to Me (mit Lauren Jauregui, 2016)
- Down (2017)
- Subtle Thing (2018)

Gastbeiträge
- Diggy Down / Inna featuring Marian Hill

## Auszeichnungen für Musikverkäufe
| Goldene Schallplatte - Frankreich - 2017: für die Single Down - Neuseeland - 2019: für die Single Down |

Anmerkung: Auszeichnungen in Ländern aus den Charttabellen bzw. Chartboxen sind in ebendiesen zu finden.
| Land/RegionAuszeichnungen für Musikverkäufe (Land/Region, Auszeichnungen, Verkäufe, Quellen) | Gold     | Platin     | Verkäufe  | Quellen          |
| -------------------------------------------------------------------------------------------- | -------- | ---------- | --------- | ---------------- |
| Frankreich (SNEP)                                                                            | Gold1    | —          | 66.666    | snepmusique.com  |
| Neuseeland (RMNZ)                                                                            | Gold1    | —          | 15.000    | radioscope.co.nz |
| Vereinigte Staaten (RIAA)                                                                    | 2× Gold2 | 2× Platin2 | 3.000.000 | riaa.com         |
| Insgesamt                                                                                    | 4× Gold4 | 2× Platin2 |           |                  |